# Hendrik Smet
Henrich Smet (o Henricus Smetius Alostanus, Henricus Smetius a Leda, o Hendrik de Smet) (29 de junio de 1535 o 1537—15 de marzo de 1614) Heidelberg fue un médico y erudito humanista flamenco.

## Vida
Smet era hijo de Robert Smet († 1540) e inicialmente estudió con John Otho, en Gante, de 1552 a 1554. Conoció varios estudiantes allí, que como él finalmente se hicieron un nombre por sí mismos en el mundo de las letras. Apenas con quince años, tradujo la Gnomae Pythagorae ac Phocylidis, el Batrachomyomachia de Homero y la Historia Susannae, del latín, y también mostró habilidades artísticas en la poesía latina. Estudió medicina en Lovaina, Rostock, y Heidelberg; obteniendo su doctorado en 1561, en Bologna. Se estableció para practicar la medicina en Amberes. Debido a sus convicciones protestantes, debió dejar Amberes durante el tumulto de 1567, y fue a Duisburg. Luego se mudó a Lemgo, y fue facultativo de la Corte del Conde de Lippe.
En 1574, se fue a Heidelberg, y pasó a ser médico de la Corte del Elector Palatino Federico III. Cuando Federico falleció en 1576, fue sucedido por su hijo luterano Elector Luis VI, quien removió las facultades reformistas de la Universidad de Heidelberg, y Smet brevemente ejerció la medicina en Frankenthal. Después de 1579 entró al servicio de Conde Palatino Juan Casimir y comenzó a dar conferencias de medicina en la Academia Casimirianum, en Neustadt. En 1585, regresó a la Universidad de Heidelberg, con el resto de la Facultad de Medicina; y después se convirtió en el regente del Palatinado.
Además de la medicina, estaba interesado en la filología y la poesía. Realizó una compilación de un diccionario de palabras en latín, que tuvo tanto éxito que fue reimpreso con frecuencia durante el siglo XVII. Muchas cartas de Smet, entre el período de 1585 a 1593, se conservan en el archivo de la Universidad de Heidelberg.
Smet se casó con Johanna van den Corput en 1562, la hermana del humanista y pastor Hendrik van den Corput.

## Algunas publicaciones
- Theses de epilepsia, qua ... præside ... Henrico Smetio ... defendere conabitur Martinus Bidermannus ... 1587
- Henrici Smetii (...) Juvenilia sacra regnum judaïcorum. Heidelberg, 1594
- Henrici Smetii, Parentalia (...). Heidelberg, 1594
- Miscellanea (...) Medica. Frankfurt: Jonas Rhodius, 1611. VD 17 23:290916S
- Oratio de febri tertiana intermittente. Heidelberg, 1587
- Prosodia Henrici Smetii, med. d. prontissima (...). Frankfurt, 1599
- Prosodia quae syllabarum positione & diphtongis carentium quantitates, sola veterum Poetarum auctoritate, adductis exemplis demonstrat. Frankfurt, 1599
- Prosodia in novam formam digesta. Ámsterdam, bij H. & T. Boom, 1683, una de las muchas reimpresiones del texto de 1599)
- Miscellanea ... medica. Cum praestantissimis quinque medicis. Frankfurt, 1611
- Prosodia promptissima. 652 pp. 1618 en línea
- Prosodia Henrici Smetii... promtissima... Edito postrema... [Carmina P. Melissi Franci J Guteri. Methodus cognos cendarum syllabarum ex G. Fabricii de De poetica]. Editor Sump tibus Petri Rigaud, 1619 xliv + 638 pp. en línea
- Supplementum, vocabula complectens. 70 pp. 1664 en línea
- Ueber Alter und Vortrefflichkeit der Medicin: aus dem Lateinischen des Henricus Smetius a Leda, ed. Gustav Waltz. 1889